# Caspar Brülow
Caspar Brülow (* 18. September 1585 in Falkenberg bei Pyritz, Pommern; † 14. Juli 1627 in Straßburg) war ein Gymnasial- und Hochschullehrer, Philologe und lateinischer Dramatiker.

## Leben
Brülow kam schon als Student aus seiner pommerschen Heimat nach Straßburg, wo er sich 1607 in der Philologie immatrikulierte.  Wie sein späterer Kollege Matthias Bernegger begann er seine Karriere 1612 als Lehrer am protestantischen Gymnasium, und wie dieser verbrachte auch er den Rest seines Lebens in Straßburg.  1615 erhielt er einen Ruf an die Akademie (ab 1621 Universität), wo er sich hauptsächlich auf lateinische Rhetorik spezialisierte.  Seine Leistungen vor allem auf dem Gebiet des lateinischen Dramas trugen ihm 1616 die Erhebung zum „Kaiserlich gekrönten Poeten“ ein.
Für das Straßburger Akademische Theater verfasste Brülow ab 1612 alljährlich ein lateinisches Drama, das jeweils den Höhepunkt des akademischen Jahres bildete.  Eine deutsche Fassung wurde jeweils mitgeliefert, jedoch nicht aufgeführt. Lediglich seine Chariclia wurde am Dresdener Hof von Beckh in deutscher Fassung neuinszeniert. Brülow war ein beliebter Lehrer, wie wir aus den Notizen seines Schülers Johann Michael Moscherosch erfahren, denen wir vielerlei Details zu diesen Theaterveranstaltungen verdanken.  Brülow verstarb 1627 im Alter von knapp 42 Jahren in seiner Straßburger Wahlheimat.

## Werke (Auswahl)
- Andromeda. Tragoedia.  Straßburg 1612
- Elias. Drama Tragicum.  Straßburg 1613
- Chariclia. Tragico-comoedia.  Straßburg 1614
- Nebucadnezar. Comoedia sacra.  Straßburg 1615
- Cajus Julius Caesar. Tragoedia.  Straßburg 1616
- Moses, sive Exitus Israelitarum ex Aegypto. Tragico-comoedia sacra.  Straßburg 1621